# Prîvokzalne, Konotop
Prîvokzalne (în ucraineană Привокзальне) este un sat în comuna Șapovalivka din raionul Konotop, regiunea Sumî, Ucraina.

## Demografie
Componența lingvistică a localității Prîvokzalne
     Ucraineană (97,8%)
     Rusă (2,2%)
Conform recensământului din 2001, majoritatea populației localității Prîvokzalne era vorbitoare de ucraineană (97,8%), existând în minoritate și vorbitori de rusă (2,2%).